# Milagro de las rosas

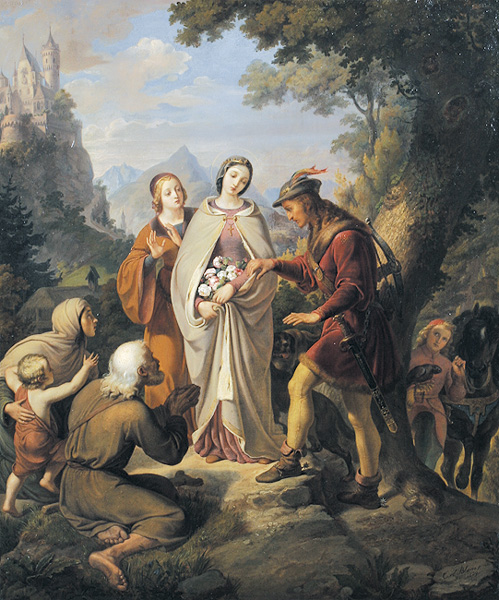
El milagro de las rosas por Karl von Blaas.

El milagro de las rosas es un milagro católico en el cual las rosas anuncian la presencia o actividad de Dios. Es presentado como un milagro en varias hagiografías y leyendas de diversas maneras. Está relacionado con diferentes personajes tales como Santa Isabel de Hungría (1207-1231), Santa Isabel de Portugal (1271-1336) o Nuestra Señora de Guadalupe (aparición de 1531).
Siendo ya un símbolo de amor en Grecia y en la literatura romana, en la Edad Media la rosa se convierte en parte de la simbología cristiana. En el siglo XX llega a ser parte de los placeres del Jardín del Edén, la rosa roja también simboliza el dolor de la Pasión de Cristo y el martirio en general. Es en este periodo, de la Edad Media, es en el que el milagro de las rosas aparece en sus diferentes variantes, comúnmente como un símbolo de feminidad, ya sea por la presencia de la Virgen María o porque las rosas aparecen en las manos de una mujer.

## Santa Isabel de Hungría
En Europa Occidental, la versión más conocida del milagro de las rosas se le atribuye a Santa Isabel de Hungría (conocida también como Santa Isabel de Thuringia), la hija del rey Andrés II de Hungría, quien vivió la mayor parte de su vida con sus suegros en Alemania, los Condes de Thuringia, quienes se encargaban del tribunal en el castillo Wartburg.

## Orígenes
La leyenda quizás se originó en la descripción de Caesarius von Heisterbach en el cual reflexiona sobre el traslado de los restos de Santa Isabel, en 1236. Caesarius habla de un dulce aroma que emanó de la tumba en el momento de ser abierta (tema común en la hagiografía).  Este aroma, metafórico o físico, fue traducido como un evento físico, el milagro de las rosas. 
El primer milagro real parecido al de las rosas es descrito por los Franciscanos a mediados del siglo XIII, pero en su versión las rosas son flores de primavera y el milagro ocurrió en Hungría, en el hogar de Isabel cuando ella tenía solo cinco años de edad. El milagro como lo conocemos, con rosas y en Alemania, fue atestiguado por primera vez en 1332, en un libro de plegarias Franciscanas, aunque también existe la teoría de que este milagro fue trasladado de Santa Isabel de Portugal a Isabel de Thuringia en el siglo diecinueve.

## La leyenda
En su versión más característica la leyenda lo cuenta así: un día la joven piadosa Santa Isabel, en compañía de una o más de sus sirvientas, descendió del Castillo Wartburg al poblado de Eisenach ubicado camino abajo del castillo. Cargaba carne, huevos y pan bajo su manto que lo había tomado del castillo para distribuirlos entre los pobres, aun en contra de los deseos de su familia, quienes no veían con buenos ojos ese comportamiento. A la mitad del camino e inesperadamente se encontró con su marido Ludwing IV de Thuringia quien le preguntó, viendo el bulto bajo su manto, qué estaba cargando. Ella apenada y sin palabras, acorde a su personalidad, no dijo nada. Ludwing abrió su manto y para su sorpresa (en algunas versiones esto ocurre en lo más crudo del invierno) sólo contenía un ramo de rosas. 

## Versiones similares

### Santa Isabel de Portugal

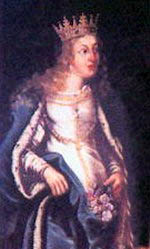
Santa Isabel de Portugal.

Una historia casi idéntica se cuenta con Isabel de Portugal, también conocida como Isabel de Aragón (1271-4 de julio de 1336), quien fue la sobrina nieta de Santa Isabel de Thuringia. Casada con el libertino Rey Denis de Portugal. Ella, como su tía abuela, mostró gran devoción desde muy temprana edad y de igual manera era bondadosa y generosa con los pobres en contra de los deseos de su esposo. Sorprendida un día por su esposo llevando pan en su delantal este se convirtió en rosas. A partir de este incidente, ocurrido en el mes de enero, al cual su marido no encontró explicación alguna le permitió continuar con sus labores benéficas. Esta historia es un poco apócrifa; aunque se cuenta en las historias populares de los santos,

### Santa Casilda de Toledo

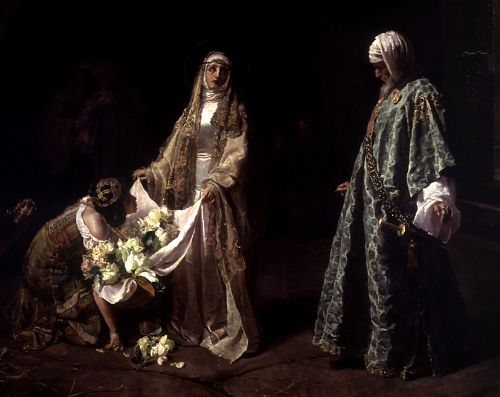
Jose Nogales, El milagro de Santa Casilda

Otra leyenda similar es la de santa Casilda de Toledo (d. ca. 1050), hija de un rey musulmán de Toledo, España durante el gobierno del Califato, quien mostraba especial simpatía por los prisioneros cristianos. Ella cargaba pan entre sus ropas para alimentar a los prisioneros; un día al ser sorprendida el pan se convirtió en rosas. En la famosa pintura de Santa Casilda por el pintor del siglo diecisiete Francisco Zurbarán, las rosas son visible en el regazo de la Santa; el milagro también es representado por el pintor del siglo diecinueve José Nogales. Aun cuando Santa Casilda murió durante el siglo XI, mucho antes del nacimiento de Isabel de Hungría e Isabel de Portugal, su hagiografía no fue escrita sino hasta tres siglos después de su muerte, y está bastante influida por la de ambas.

### San Diego de Alcalá.

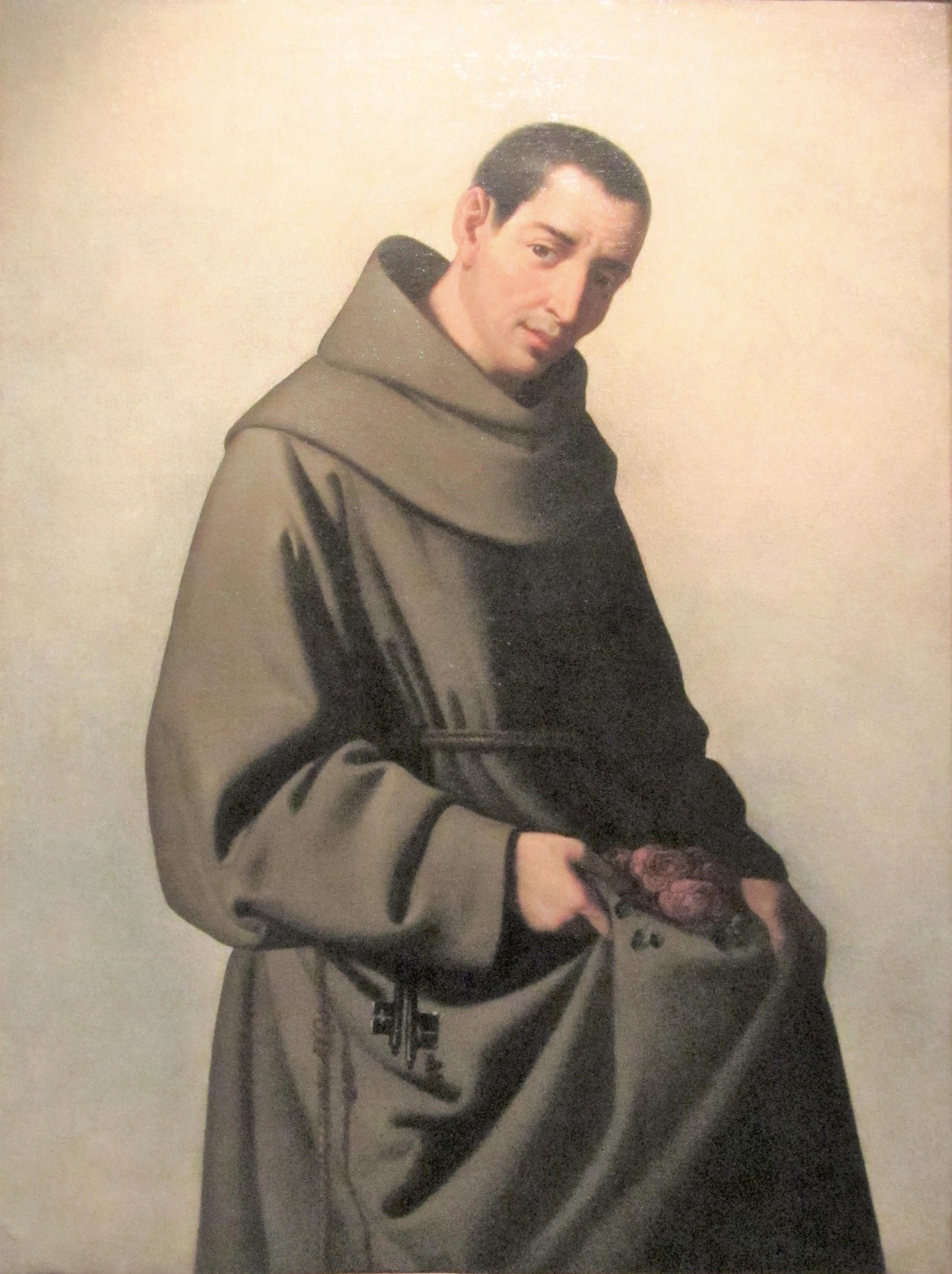
Francisco de Zurbarán, Diego de Alcala.

En el siglo XV es contado el mismo milagro en el Franciscano San Didacus de Alcalá, también conocido como San Diego, quien regularmente tomaba el pan de la mesa del monasterio para dárselo a los pobres. Cierto día, partiendo del monasterio con su capa llena de alimento fue acusado y retado a desplegar su capa, milagrosamente los trozos de pan se habían convertido en rosas.

## Nuestra Señora de Guadalupe

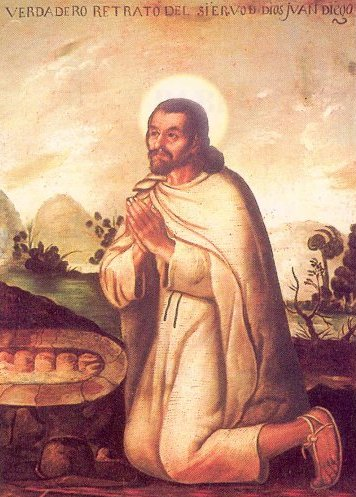
Miguel Cabrera, Juan Diego

La historia de Nuestra Señora de Guadalupe es completamente diferente de las anteriores aunque en esta de nuevo la milagrosa presencia de las rosas, ahora en medio del invierno, es una señal divina. Esta historia narra una aparición mariana, Nuestra Señora de Guadalupe, encontrada en el cuadernillo Nican Mopohua de 1556, que supuestamente sucedió en 1531.
La historia habla de un indígena mexicano llamado Juan Diego, a quien la Virgen eligió para llevar un mensaje a un obispo indispuesto. “Aquí oiré su llanto, su dolor y remediaré y aliviaré todos sus múltiples sufrimientos, necesidades e infortunios”. El obispo no creyó la historia de Juan Diego. El regresó al campo donde la Virgen apareció de nuevo dándole el mismo mensaje, Juan Diego volvió con el obispo obteniendo los mismos resultados y con la advertencia de que tenía que llevar pruebas si quería que le creyera. En su cuarta aparición, la Virgen guía a Juan Diego hasta unas “flores de Castilla”, las cuales él recoge y guarda en su manto. (la idea de que eran rosas de Castilla se agrega posteriormente) esta vez el obispo se convence, especialmente cuando una imagen de la Virgen aparece milagrosamente impresa en el manto de Juan Diego.